# Plotheia imprimens
Plotheia imprimens är en fjärilsart som beskrevs av Walker 1865. Plotheia imprimens ingår i släktet Plotheia och familjen trågspinnare. Inga underarter finns listade i Catalogue of Life.